# باشگاه فوتبال آردلی یونایتد
باشگاه فوتبال آردلی یونایتد (به انگلیسی: Ardley United Football Club) یک باشگاه فوتبال در شهر آردلی، آکسفوردشایر، کشور انگلستان است که در سال ۱۹۴۵ میلادی تأسیس شده‌است.